# 松本酒造
松本酒造（まつもとしゅぞう）は京都府京都市伏見区にある酒造会社。1922年（大正11年）築の本社酒造場は近代化産業遺産の認定を受けている。

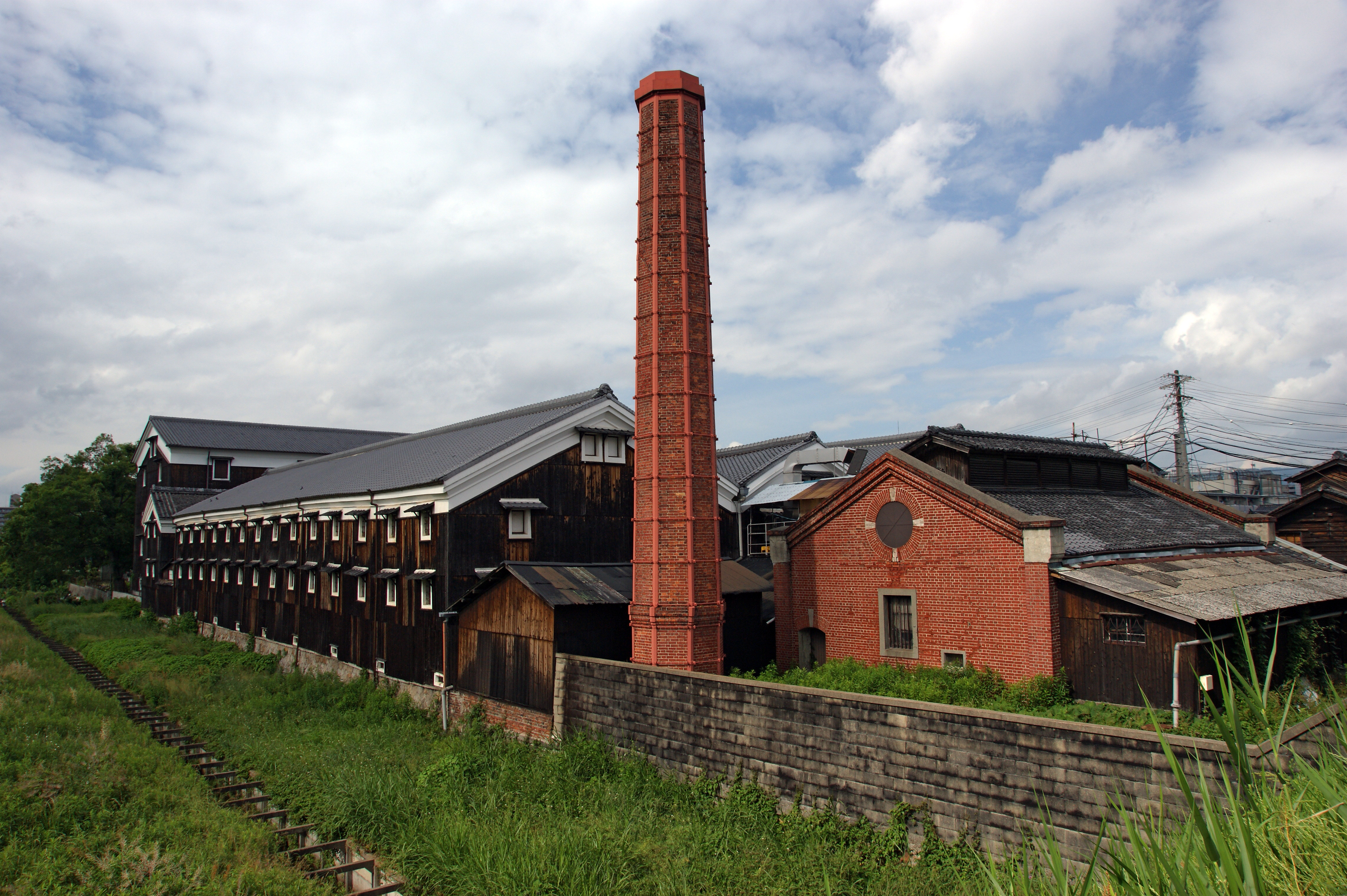
煉瓦建造物の倉庫と煙突

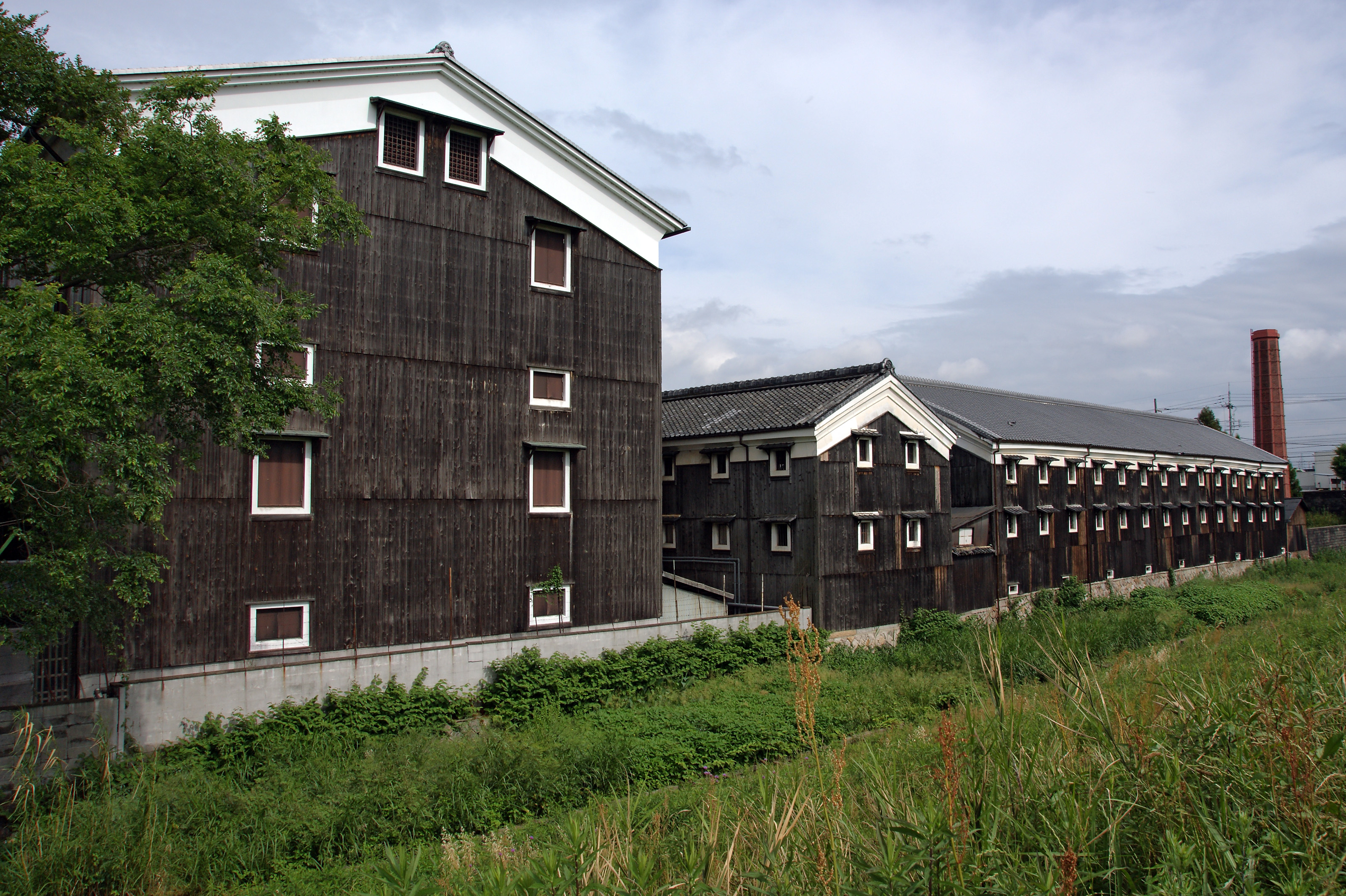
酒蔵

## 沿革
1791年（寛政3年）、松本治兵衛により現在の京都市東山区において商号「澤屋」で酒造りをはじめたことが創業とされている。 
1949年（昭和24年）に株式会社に改組し、1922年（大正11年）、7代当主松本治平の時代に、新高瀬川西岸の現在地に酒造場を増設した。
蔵開きは入場料制。

## 会社概要
- 社名 - 松本酒造株式会社
- 創業 - 寛政3年（1791年）
- 設立 - 昭和24年（1949年）
- 本社所在地 - 〒612-8205 京都市伏見区横大路三栖大黒町7
- 瓶燗火入れ機は約3台。
- 純粋日本酒協会会員。

## 主な製品
- 日出盛
- 桃の滴：酒造近くの西岸寺にある松尾芭蕉の「我衣にひしみの桃の雫せよ」という句碑になぞらえて醸した純米大吟醸酒[1]
- 澤屋まつもと

## 建物
酒造場とその前景の菜の花畑は「燃えよ剣」や「必殺仕事人」をはじめとする時代劇の撮影地となっている場所で、広く知られている。大正11年に建てられた酒蔵と煉瓦建造物の倉庫と煙突は月桂冠大倉記念館や十石舟等とともに「伏見の日本酒醸造関連遺産」として2007年（平成19年）に経済産業省の近代化産業遺産に認定された。
更に昭和29年頃建てられた万暁院と、創建は江戸時代にまで遡る正門が、2008年（平成20年）、国の登録有形文化財に登録された。
清酒の仕込み期間(4月中旬頃まで）21時までライトアップしている。

## 「伏見の日本酒醸造関連遺産」一覧
- 月桂冠大倉記念館
- 月桂冠所蔵物伏見の酒造用具
- 内蔵酒造場
- 月桂冠旧本社
- 月桂冠昭和蔵
- 旧・大倉酒造研究所
- 松本酒造酒蔵（仕込蔵、貯蔵蔵）

## 交通アクセス
- 近鉄京都線 桃山御陵前駅 徒歩10分
- 京阪本線 伏見桃山駅 徒歩13分